# اتفاق الطائف
اتفاق الطائف هو الاسم الذي تعرف به وثيقة الوفاق الوطني اللبناني التي وضعت بين الأطراف المتنازعة في لبنان وذلك بوساطة سورية - سعودية في 30 أيلول / سبتمبر 1989 في مدينة الطائف وأقره لبنان بقانون بتاريخ 22 تشرين الأول / أكتوبر 1989 منهياً الحرب الأهلية اللبنانية، وذلك بعد أكثر من خمسة عشر عاماً على اندلاعها.
جرى التفاوض في الطائف بالمملكة العربية السعودية، وقد صمم لإنهاء الحرب الأهلية اللبنانية المستمرة منذ عقود، وإعادة تأكيد السلطة اللبنانية في جنوب لبنان (التي كانت تحتلها إسرائيل)، على الرغم من أن الاتفاق حدد إطاراً زمنياً لانسحاب الجيش السوري من لبنان، ونص أن على السوريين الانسحاب في غضون عامين إلا أن ذلك لم يحدث. وُقِع على الاتفاق في 22 تشرين الأول / أكتوبر 1989 وصدق عليه البرلمان اللبناني في 5 تشرين الثاني / نوفمبر 1989. حضر هذا الاتفاق اثنان وستون نائباً لبنانياً من أصل ثلاثة وسبعين بينما تغيب ثلاثة منهم لأسبابٍ سياسيةٍ وهم ريمون إده وألبير مخيبر وأميل روحانا صقر، أما النواب الخمسة الآخرين المتغيبين فكان تغيبهم لأسباب غير سياسية. لعب المغرب دورا أساسيا في اتفاقية الطائف حيث ولدت الفكرة في القمة العربية في الدارالبيضاء سنة 1989 حيث قرب الملك الحسن الثاني وجهات نظر مختلف ال

## خلفيات الاتفاق
تفاوض على هذه المعاهدة رئيس البرلمان حسين الحسيني في الطائف في المملكة العربية السعودية إضافة إلى أعضاء البرلمان اللبناني الباقين على قيد الحياة. وقد بدأ سريان الاتفاق مع الوساطة النشطة للمملكة العربية السعودية، والمشاركة السرية من قبل الولايات المتحدة، والتأثير السوري من وراء الكواليس.
وتناول الاتفاق الإصلاح السياسي وانتهاء الحرب الأهلية اللبنانية وإقامة علاقات خاصة بين لبنان وسوريا ووضع إطار للانسحاب السوري الكامل من لبنان. لعب رفيق الحريري منذ أن كان ممثلاً دبلوماسياً للسعودية دوراً هاماً في بناء اتفاق الطائف. ويقال أيضا إن اتفاق الطائف أعاد توجيه لبنان نحو العالم العربي وخاصة سوريا، وبعبارة أخرى وضع اتفاق الطائف لبنان كبلد له «هوية وانتماء عربي». جرى وضع اللمسات الأخيرة على الاتفاق ولم يتم تأكيده إلا بعد تطوير تحالف دولي ضد صدام حسين. وكان التحالف يضم السعودية ومصر وسوريا وفرنسا والولايات المتحدة.
وقد شكلت الاتفاقية مبدأ «التعايش المشترك» بين الطوائف اللبنانية المختلفة وتمثيلها السياسي السليم كهدف رئيسي للقوانين الانتخابية البرلمانية في مرحلة ما بعد الحرب الأهلية. كما أعادت هيكلة النظام السياسي للميثاق الوطني في لبنان عن طريق نقل بعض السلطة بعيداً عن الطائفة المسيحية المارونية التي كانت منحت مركزاً متميزاً في لبنان منذ عهد الانتداب الفرنسي. قبل الطائف كان تعيين رئيس الوزراء المسلم السني من قبل الرئيس الماروني ويكون مسؤولاً أمامه. بعد الطائف أضحى رئيس الوزراء مسؤولاً أمام السلطة التشريعية (البرلمان) كما الحال في نظام برلماني تقليدي. كما عدّل الاتفاق صيغة تقاسم السلطة (صيغة الميثاق الوطني لعام 1943) التي كانت بنسبة (6 مسيحيين إلى 5 مسلمين) إلى نسبة 50:50 وعززت صلاحيات رئيس الوزراء السني على حساب سلطات الرئيس المسيحي.
قبل الطائف كان رئيس الجمهورية أمين الجميل -قبل سويعاتٍ من انتهاء ولايته (82-1988) في 22 أيلول/سبتمبر 1988- قد عَيّن قائد الجيش الماروني الجنرال ميشال عون رئيس وزارةٍ انتقاليةٍ مؤلفةٍ من رئيس وأربع وزراء (مسلميْن ومسيحييْن) وجميعهم عسكريين. وأدّى ذلك إلى أزمةٍ سياسيةٍ خطيرةٍ، فشغور منصب الرئاسة يعني أن السلطة التنفيذية قد انتقلت مؤقتاً للحكومة القائمة (التي كانت برئاسة سليم الحص) وبذا وجدت حكومتان قائمتان. ساعد اتفاق الطائف على التغلب على هذه الأزمة من خلال إعادة انتخاب رئيس جديد.
ونص الاتفاق أيضاً على نزع سلاح جميع الميليشيات الوطنية وغير الوطنية. وقد سمح لحزب الله بالبقاء مسلحاً بصفته «قوة مقاومة» بدلاً من اعتباره ميليشيا لمحاربة إسرائيل في الجنوب، وهو امتياز حصل عليه -وفقاً لماجوس رانستورب الأكاديمي السويدي- جزئياً باستخدام نفوذه بصفته حائزاً لعدد من الرهائن الغربيين. واعتباراً من كانون الثاني/يناير 2012 كان حزب الله لا يزال مسلحاً وسيطر على المنطقة بعد انسحاب إسرائيل من جنوب لبنان في عام 2000.
وعلى الرغم من أن اتفاق الطائف حدد إلغاء الطائفية السياسية كأولوية وطنية، إلا أنه لم يحدد إطاراً زمنياً للقيام بذلك. وزيدَ حجم مجلس النواب إلى 128 عضواً مناصفةً بين المسيحيين والمسلمين (كان البرلمان القديم قد انتخب في آخر انتخابات جرت عام 1972)، بالاقتراع العام وبذا حُددت المقاعد النيابية حسب الطوائف. جرى الإقرار باعتماد أعضاء مجلس الوزراء بالتساوي بين المسيحيين والمسلمين. سحبت صلاحيات من رئاسة الجمهورية كتعيين رئيس مجلس الوزراء وأصبحت تسميته بعد مشاوراتٍ من قبل الرئيس ملزمةٍ مع الكتل النيابية، ولم يعد من صلاحيته حل البرلمان، وأُتبع قائد الجيش اللبناني لمجلس الوزراء بدلاً من رئاسة الجمهورية، واعتُمد «الثلث المعطل» في مجلس الوزراء ويعني أن استنكاف ثلث الوزراء (الذين يبلغ مجموعهم 30 وزيراً) عن حضور جلسات المجلس يعطله عن اتخاذ القرارات.
تم التصديق على الاتفاق في 5 نوفمبر 1989. والتقى البرلمان في اليوم نفسه في قاعدة القليعات الجوية في شمال لبنان وانتخب الرئيس رينيه معوض، بعد 409 يوماً من شغور المنصب بعد انتهاء ولاية الرئيس أمين الجميل في عام 1988. ولم يكن معوض قادراً على الانتقال للقصر الرئاسي الذي كان لا يزال يشغله الجنرال ميشال عون. اغتيل معوض بعد سبعة عشر يوماً في انفجار سيارة مفخخة في بيروت في 22 نوفمبر / تشرين الثاني 1989 عندما عاد موكبه من احتفالاتٍ بيوم الاستقلال اللبناني. خلفه الياس الهراوي الذي بقي في منصبه حتى عام 1998.

## محتوى الاتفاق
تكون هذا الإتفاق من أربعة مواد:
1. المادة 1: المبادئ العامة والإصلاحات: نصت فقرات هذه المادة على المبادئ العامة كتأكيد استقلال لبنان وهويته العربية وشكله السياسي كدولة جمهورية برلمانية ديمقراطية. كما نصت الفقرات على مجموعة من الإصلاحات السياسية التي تم الإتفاق عليها كتوزيع مقاعد مجلس النواب مناصفة بين المسلمين والمسيحيين إضافة إلى إصلاحات أخرى في مجالات مختلفة كالإدارة والتعليم والمحاكم.
2. المادة 2: بسط كل سيادة الدولة اللبنانية على كامل الأراضي اللبنانية: نصت فقرات هذه المادة على حل جميع الميليشيات اللبنانية وغير اللبنانية وتعزيز قوى الأمن الداخلي والقوات المسلحة وحل مشكلة المهجرين وتأكيد حق المهجرين بالعودة إلى الأماكن الأصلية التي هجروا منها.
3. المادة 3: تحرير لبنان من الاحتلال الإسرائيلي: أكد الاتفاق على ضرورة العمل على تحرير لبنان من الاحتلال الإسرائيلي وتنفيذ قرار مجلس الأمن رقم 425.
4. المادة 4: العلاقات اللبنانية السورية: أكدت هذه المادة على العلاقات المميزة التي تجمع لبنان وسوريا والتأكيد على أن لبنان لا يسمح بأن يكون ممراً أو مركزاً لأي نشاط يستهدف الأمن السوري، كما يؤكد حرص سوريا على الأمن والإستقرار في لبنان.

وضع اتفاق الطائف إلغاء الطائفية هدفا له، لكن النظام اللبناني لم يستطع التخلي عن هذه الطائفية إلى الآن.

## مواضيع ذات علاقة
اتفاق الدوحة